# Tour d'Italie 1938
La 26e édition du Tour d'Italie s'est élancée de Milan le 7 mai 1938 et est arrivée à Milan le 2 juin. Long de 3 645 km, ce Giro a été remporté par l'Italien Giovanni Valetti.

## Équipes participantes
| N.    | Code | Équipe            |
| ----- | ---- | ----------------- |
| 1-8   | BIA  | Bianchi           |
| 9-15  | GAN  | Ganna             |
| 16-23 | DEI  | Dei               |
| 24-31 | OLY  | Olympia           |
| 32-37 | FRE  | Frejus            |
| 38-45 | GLO  | Gloria-Ambrosiana |
| 46-53 | WOL  | Wolsit-Binda      |
| 54-61 | LYG  | Lygie-Settebello  |

| N.      | Code | Équipe             |
| ------- | ---- | ------------------ |
| 71-75   | MOD  | UC Modenese        |
| 76-80   | LIT  | Il Littoriale      |
| 81-85   | MAN  | La Voce di Mantova |
| 86-90   | AZZ  | US Azzini          |
| 91-95   | CAN  | US Canelli         |
| 96-100  | DOP  | Dopolavoro Mater   |
| 101-105 | GRA  | Gruppo "A"         |

## Classement général
| Classement général final |                   |
| --- | ----------------- |
| \| 1. Giovanni Valetti \| 112 h 49 min 28 s \| \| 2. Ezio Cecchi \| à 8 min 52 s \| \| 3. Severino Canavesi \| à 9 min 06 s \| \| 4. Settimio Simonini \| à 15 min 50 s \| \| 5. Michele Benente \| à 19 min 40 s \| \| 6. Walter Generati \| à 22 min 02 s \| \| 7. Cesare Del Cancia \| à 24 min 07 s \| \| 8. Karl Litschi \| à 29 min 24 s \| \| 9. Ruggero Balli \| à 32 min 23 s \| \| 10. Aladino Mealli \| à 38 min 38 s \| \| 94 partants, 50 arrivés \| \| |                   |
| 1. Giovanni Valetti | 112 h 49 min 28 s |
| 2. Ezio Cecchi | à 8 min 52 s      |
| 3. Severino Canavesi | à 9 min 06 s      |
| 4. Settimio Simonini | à 15 min 50 s     |
| 5. Michele Benente | à 19 min 40 s     |
| 6. Walter Generati | à 22 min 02 s     |
| 7. Cesare Del Cancia | à 24 min 07 s     |
| 8. Karl Litschi | à 29 min 24 s     |
| 9. Ruggero Balli | à 32 min 23 s     |
| 10. Aladino Mealli | à 38 min 38 s     |
| 94 partants, 50 arrivés |                   |

## Étapes
| Étape      | Date   | Villes étapes                        | km       | Vainqueur d'étape | Leader du classement général |
| 1re étape  | 7 mai  | Milan - Turin                        | 182      | Marco Cimatti     | Marco Cimatti                |
| 2e étape   | 8 mai  | Turin - San Remo                     | 204      | Mario Vicini      | Mario Vicini                 |
| 3e étape   | 9 mai  | San Remo - Santa Margherita Ligure   | 172      | Giovanni Gotti    | Cesare Del Cancia            |
| 4ea étape  | 10 mai | Santa Margherita Ligure - La Spezia  | 81       | Giovanni Valetti  | Cesare Del Cancia            |
| 4eb étape  | 10 mai | La Spezia - Montecatini Terme        | 110      | Walter Generati   | Cesare Del Cancia            |
| 5e étape   | 12 mai | Montecatini Terme - Chianciano Terme | 184      | Salvatore Crippa  | Cesare Del Cancia            |
| 6e étape   | 13 mai | Chianciano Terme - Rieti             | 160      | Adolfo Leoni      | Cesare Del Cancia            |
| 7ea étape  | 14 mai | Rieti - Monte Terminillo             | 20 (clm) | Giovanni Valetti  | Cesare Del Cancia            |
| 7eb étape  | 14 mai | Rieti - Rome                         | 152      | Cino Cinelli      | Cesare Del Cancia            |
| 8e étape   | 15 mai | Rome - Naples                        | 234      | Raffaele Di Paco  | Cesare Del Cancia            |
| 9e étape   | 17 mai | Naples - Lanciano                    | 221      | Giordano Cottur   | Giovanni Valetti             |
| 10e étape  | 18 mai | Lanciano - Ascoli Piceno             | 149      | Raffaele Di Paco  | Giovanni Valetti             |
| 11e étape  | 19 mai | Ascoli Piceno - Ravenne              | 268      | Cino Cinelli      | Giovanni Valetti             |
| 12e étape  | 20 mai | Ravenne- Trévise                     | 199      | Raffaele Di Paco  | Giovanni Valetti             |
| 13e étape  | 22 mai | Trévise - Trieste                    | 207      | Cesare Del Cancia | Giovanni Valetti             |
| 14e étape  | 23 mai | Trieste - Belluno                    | 243      | Olimpio Bizzi     | Giovanni Valetti             |
| 15e étape  | 25 mai | Belluno - Recoaro Terme              | 154      | Giovanni Valetti  | Giovanni Valetti             |
| 16e étape  | 27 mai | Recoaro Terme - Bergame              | 272      | Diego Marabelli   | Giovanni Valetti             |
| 17e étape  | 28 mai | Bergame - Varèse                     | 154      | Cesare Del Cancia | Giovanni Valetti             |
| 18ea étape | 29 mai | Varèse - Locarno                     | 100      | Leo Amberg        | Giovanni Valetti             |
| 18eb étape | 29 mai | Locarno - Milan                      | 180      | Olimpio Bizzi     | Giovanni Valetti             |

## Classements annexes
| Classement de la montagne | Giovanni Valetti | ... points |
| Deuxième                  | Giordano Cottur  | ... points |
| Troisième                 | Ezio Cecchi      | ... points |

## Sources
- (nl) Cet article est partiellement ou en totalité issu de l’article de Wikipédia en néerlandais intitulé « Ronde van Italië 1938 » (voir la liste des auteurs).